# Bene Tleilax
A Bene Tleilax a kitalált Dűne-univerzumban szereplő egyik nép.

## Jellemzés
A nép szürkés bőrű gnómként szerepel a könyvben. A bőrszín említése mellett néha előkerül az, hogy hegyes a foguk. Titkolózásuknak és néhány szokásuknak hála közutálat lengi körbe a Bene Tleilax-ot.
Bolygó központjuk a Bandalong, ahova kívülálló nem teheti be a lábát.

## Társadalmuk
- Mesterek: Ők irányítják a népet. A népre jellemző vallásosság révén a mesterek 9-en vannak. E számot mágikusnak hiszi a társadalom.
- Arctáncoltatók: Bárki alakját fel tudják venni, illetve az illető memóriájáról egyfajta lenyomatot tudnak venni. Ehhez persze az kell, hogy az illető halott legyen.
- Tleilax-i nők: A regényekben említés címén előkerülnek. Abban az értelemben, hogy őket soha senki sem látta még. Ennek az oka az, hogy a Tleilax-i nőket fogták be Axlotl-tartályoknak, amelyekben sokféle szerves anyagot tudnak késziteni, vagy átalakítani, a gholák is bennük fejlődnek. (Axlotl-tartályoknak más bolygókról származó nőket is használtak.)

Vannak még tudósok, és alacsonyabb rangú tleilaxiak is.

## Találmányok
A Bene Tleilax néhány találmányról ismert. Ilyen például:
- A serga: csiga és a disznó keverékéből származó élőlény
- Ghola
- Torz mentátok
- Különböző műtestrészek a megcsonkított vagy megvakult embereknek.